# オレンジ (安全地帯の曲)
「オレンジ」は、日本のロックバンドである安全地帯の楽曲。
2010年5月5日にユニバーサルミュージックから28枚目のシングルとして、7枚目のシングル「恋の予感」（1984年）の新録音バージョンとの両A面となる「オレンジ/恋の予感」のタイトルでリリースされた。前作「蒼いバラ/ワインレッドの心」（2010年）よりおよそ2か月ぶりにリリースされたシングルであり、作詞および作曲は玉置浩二が担当している。
本作は安全地帯の全盛期を彷彿させるエモーショナルで壮大なバラードソングであり、11枚目のアルバム『安全地帯XI ☆Starts☆「またね…。」』（2010年）からの先行シングルとしてリリースされた。本作はテレビ朝日系木曜ミステリー『おみやさん』（2002年 - 2016年）の第7シリーズの主題歌として使用され、オリコンシングルチャートでは最高位17位となった。

## 音楽性と歌詞
音楽情報サイト『CDジャーナル』では、「玉置浩二がエモーショナルに歌い上げた80年代を彷彿させる優しいメロディの名バラード」であると主張、ベスト・アルバム『ALL TIME BEST』（2017年）の楽曲解説では、本作が収録されたアルバム『安全地帯XI ☆Starts☆「またね…。」』（2010年）について、メンバーが50代のバンドであるからこそ可能となる「力強く、一本芯が通った中に新鮮さを忘れないロック&ポップスが展開されているアルバム」と主張した上で、本作のスケール感や重厚さが2010年時点の安全地帯だからこそ可能であった唯一無二な作品であると評価した。サビのメロディーラインに関しては「泣きの、“安全地帯の玉置節”が炸裂」と表現し、また間奏の矢萩渉によるギターソロと玉置によるシャウトが「感情を揺さぶる」とした上で「全体的に玉置の柔らかで伸びやかな歌声は最後まで優しく、全てを包み込んでくれるよう」と総括した。
玉置の自伝本『玉置浩二 幸せになるために生まれてきたんだから』において著者の志田歩は、シンガーソングライターである中山ラビが国分寺で経営していたほんやら洞にて2009年12月29日に玉置と会食した後に、玉置の自宅への移動中に本作の一節を玉置がア・カペラで歌ったのを聴いたと述べている。また、玉置は7枚目のソロ・アルバム『GRAND LOVE』（1998年）においてすでに全曲自らによる作詞を経験していたが、5人編成による安全地帯のバンドとしての表現はソロとは大きく異なる点や、かつて井上陽水や松井五郎によって築き上げられた安全地帯の世界観を踏襲した上での作詞という困難に直面することとなった。その結果、アルバム制作時に前作「蒼いバラ」を完成させ自らの作詞に手応えを感じていた玉置であったが、本作の作詞が難航し「＜オレンジ＞さえ書ければ、後は一気にいけるはずなんだよ」と発言するなどアルバム制作が一時頓挫したものの、本作の歌詞が完成すると残りすべての曲の作詞をかなりの早さで完成させることとなった。志田は本作の歌詞に関して、玉置が強い覚悟を持って完成させた作品であり、それが故に「歌詞を歌った後のシャウトが、尋常でないテンションで迫ってくる」と総括している。

## リリース、チャート成績
本作は2010年5月5日にユニバーサルミュージックからマキシシングルでリリースされた。初回限定盤には本作のミュージック・ビデオが収録されたDVDが付属された。
本作はオリコンシングルチャートにて最高位17位の登場週数6回となり、売り上げ枚数は0.8万枚となった。

## メディアでの使用
本作はテレビ朝日系木曜ミステリー『おみやさん』（2002年 - 2016年）の主題歌として使用され、安全地帯の楽曲が連続ドラマ主題歌として使用されるのは「ひとりぼっちのエール」（1993年）以来17年ぶりとなった。玉置は本作並びにテレビドラマに関して以下のコメントを残している。
安全地帯の完全復活のために曲づくりを始めいてたある日、夢の中で「オレンジ」という響きが聞こえてきて目が覚めたんです。「オレンジ」。人生にはいろんなことがあるけど、昇る朝日に染まる大都会の高層ビル群。空と海の間に暮れゆく夕日。失敗を繰り返しても必ず人はやり直せる。最初から悪い人なんていないんだ。美しい「オレンジ」の世界をみて、そう心に響いてきたんです。そしてこの曲が生まれました。渡瀬さんはじめ共演者のみなさん、「おみやさん」のスタッフのみなさん、視聴者のみなさんの心にこの歌が届いてくれると幸いです。「おみやさん」、楽しみにしています。—玉置浩二
テレビ情報誌『ザテレビジョン』では、本作が全盛期の安全地帯を彷彿させる「壮大なバラード」であると指摘した上で、「京都という情緒あふれる街並みを舞台にしたドラマにピッタリの曲に仕上がっている」と表記している。また同ドラマ主演の渡瀬恒彦は本作に関して、「玉置（浩二）さんの柔らかく伸びやかな歌声が物語の最後をやさしく包み込み、いい後味を残してくれるように感じます。歌詞の『キズさえもいつか力になる』というフレーズが、『過去の事件と人の心を解決する』というドラマのテーマとマッチしていて、すてきな曲だと思いました」とコメントしている。

## シングル収録曲

### CD
| 全作曲: 玉置浩二。 |                                                        |           |            |                |      |
| #                  | タイトル                                               | 作詞      | 作曲・編曲 | 編曲           | 時間 |
| 1.                 | 「オレンジ」                                           | 玉置浩二  | 玉置浩二   | 安全地帯       | 4:39 |
| 2.                 | 「恋の予感（2010ヴァージョン）」                       | 井上陽水  | 玉置浩二   | 安全地帯、星勝 | 4:59 |
| 3.                 | 「オレンジ」(オリジナル・カラオケ)                     |           | 玉置浩二   | 安全地帯       | 4:38 |
| 4.                 | 「恋の予感（2010ヴァージョン）」(オリジナル・カラオケ) |           | 玉置浩二   | 安全地帯、星勝 | 4:56 |
| 合計時間:          | 合計時間:                                              | 合計時間: | 合計時間:  | 19:12          |      |

### DVD
1. オレンジ MUSIC CLIP
2. オレンジ MUSIC CLIP（KOJI TAMAKI スペシャル・ヴァージョン）

## リリース履歴
| No. | 日付         | レーベル                 | 規格                   | 規格品番                                | 最高順位 | 備考 |
| --- | ------------ | ------------------------ | ---------------------- | --------------------------------------- | -------- | ---- |
| 1   | 2010年5月5日 | ユニバーサルミュージック | マキシシングル         | UICZ-9034（初回盤） UICZ-5047（通常盤） | 17位     |      |
| 2   | 2013年3月1日 | ユニバーサルミュージック | デジタル・ダウンロード | -                                       | -        |      |

## 収録アルバム
「オレンジ」
- 『安全地帯XI ☆Starts☆「またね…。」』（2010年）
- 『安全地帯 “完全復活” コンサートツアー2010 Special at 日本武道館 〜Start & Hits〜「またね…。」』（2010年） - ライブ・バージョンで収録。
- 『ALL TIME BEST』（2017年）
- 『THE BEST ALBUM 40th ANNIVERSARY 〜あの頃へ〜』（2022年）

「恋の予感（2010ヴァージョン）」
- 『安全地帯 Hits』（2010年）